# Morimondo (album)
Morimondo è il settimo album in studio del gruppo musicale Zetazeroalfa, pubblicato nel 2017.

## Il disco
Il disco è stato pubblicato ufficialmente il 21 aprile 2017.
Prende il nome da Morimondo, comune italiano della Lombardia.

## Tracce
1. Habanero – 1:22
2. Luci blu – 4:47
3. Il nome mio – 4:14
4. Cresci bene, giovinezza – 4:24
5. Ghereghereghez! – 4:00
6. Morimondo – 3:51
7. A difesa della torre – 6:15
8. Per la Siria! Per Assad! (feat. Fantasmi Del Passato) – 5:28
9. Marcia oppure crepa – 4:57
10. Zen serendepico zen – 2:37
11. Sotto bandiere nere (feat. Drittarcore) – 4:00
12. La grande visione (feat. Lebensessenz) – 6:35
13. Kosmos – 13:50

## Formazione
- Sinevox - voce
- Dr. Zimox - chitarra
- Joey Tucano - chitarra
- John John Purghezio - basso
- Atom Takemura - batteria